# Джованні Джакометті
Джованні Джакометті (італ. Giovanni Giacometti, 7 березня 1868 — 25 червня 1933) — швейцарський художник і графік. Батько художників Альберто і Дієго Джакометті та архітектора Бруно Джакометті.

## Життєпис
Джованні Джакометті народився у сім'ї селянина. Вивчав живопис у Мюнхені (в 1886-1887 роках) і Парижі, в Академії Жюліана (1888–1891), в Адольфа Бугро і Жозефа Робер-Флері. На творчість Дж. Джакометті вплинув фовізм, роботи Сезанна, Ван Гога, Куно Ам'є і Джованні Сегантіні. Сегантіні також надавав заступництво Дж. Джакометті, що жив з 1894 року на південному сході Швейцарії, в селищі Малоя.
Картини Джованні Джакометті написані переважно в імпресіоністському стилі; художник також віддав данину захопленню символізмом. Малював пейзажі, був майстром портретного живопису. Полотна Дж. Джакометті можна побачити у багатьох швейцарських художніх музеях.

## Галерея

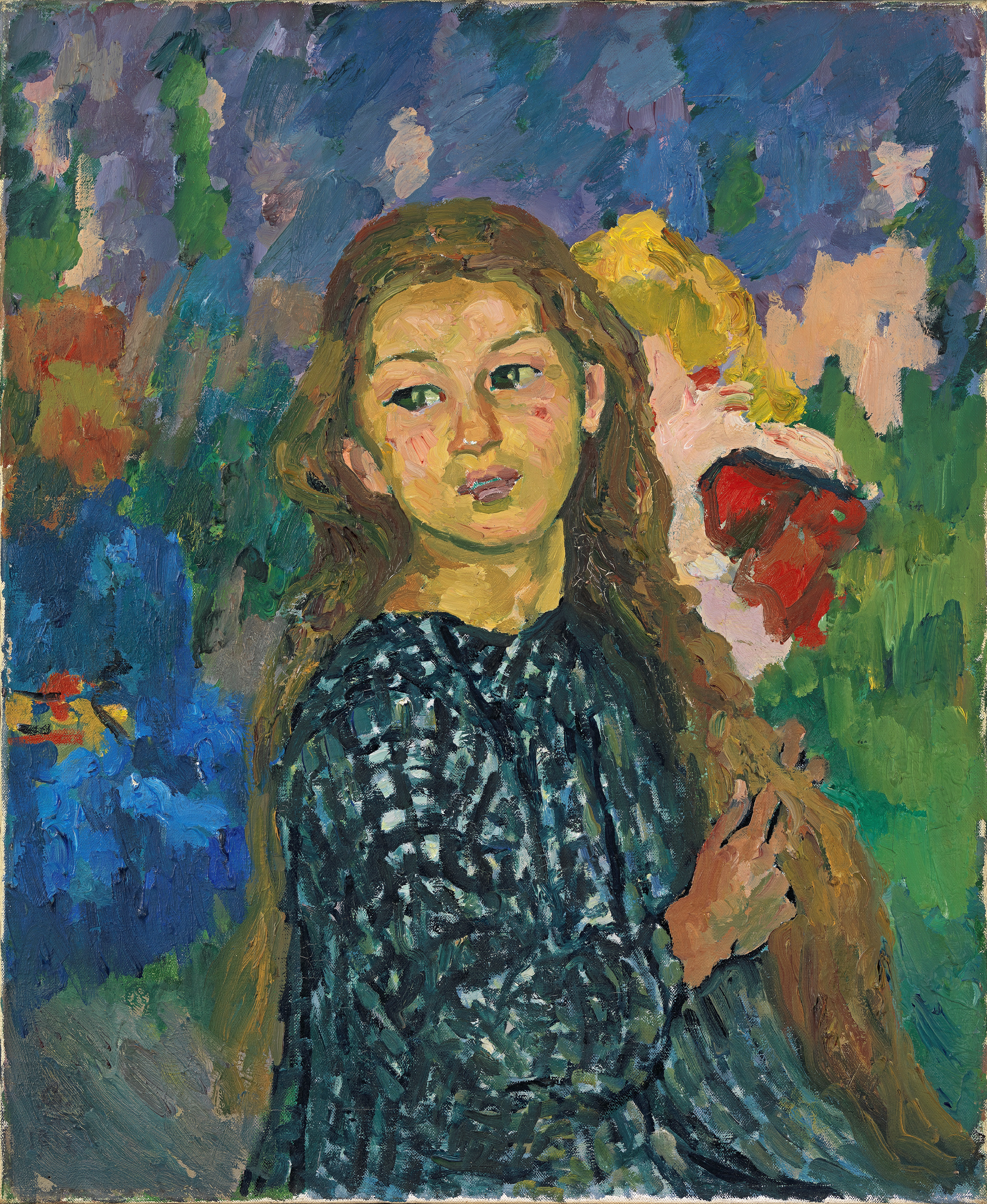
Портрет Отиллії Джакометті. 1912
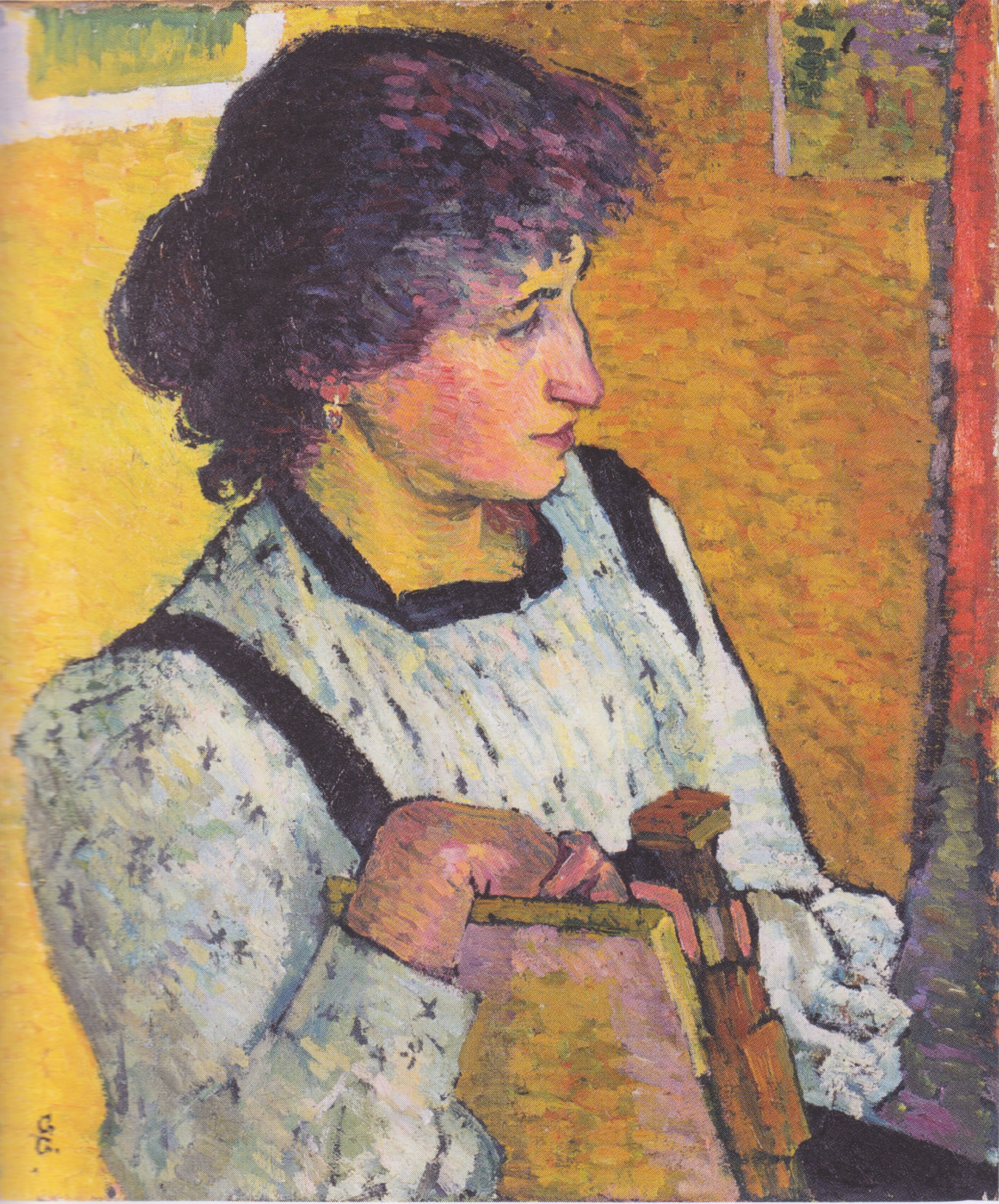
Анетта. 1911
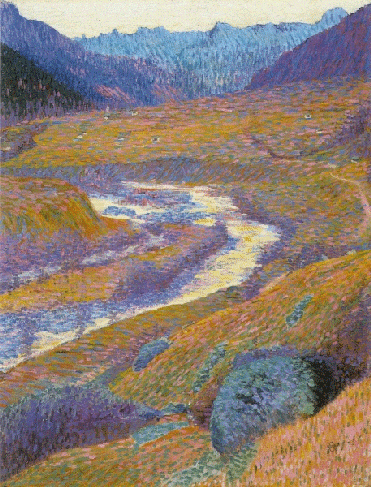
Осінній вечір. 1903
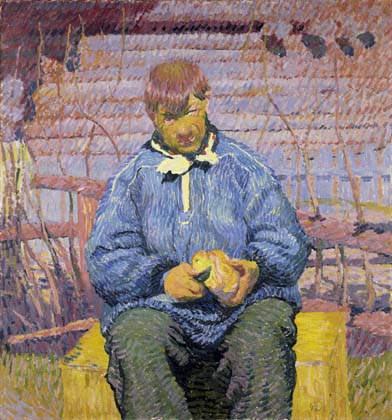
Хліб. 1908.
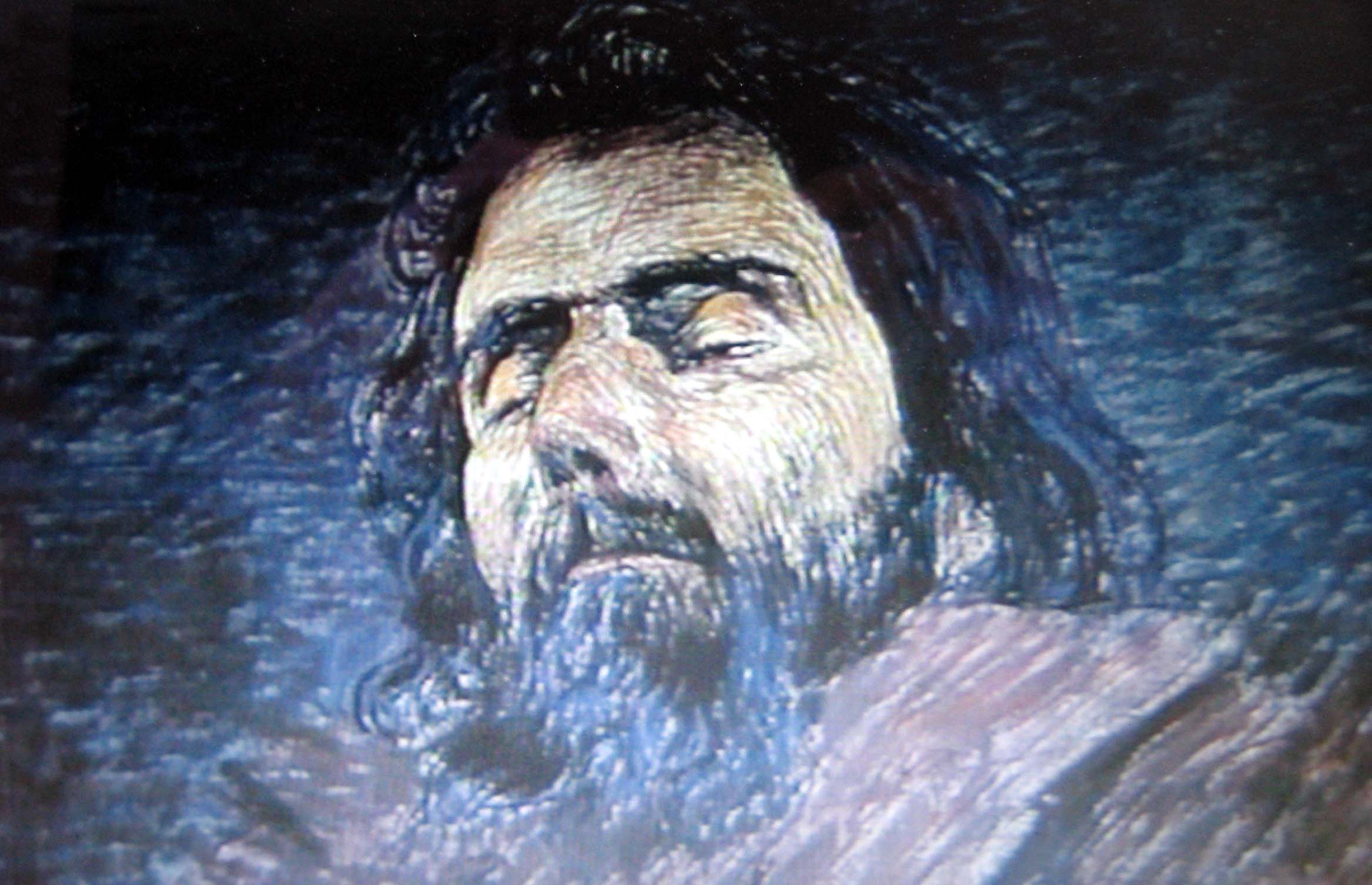
Портрет мертвого Сегантіні. 1899
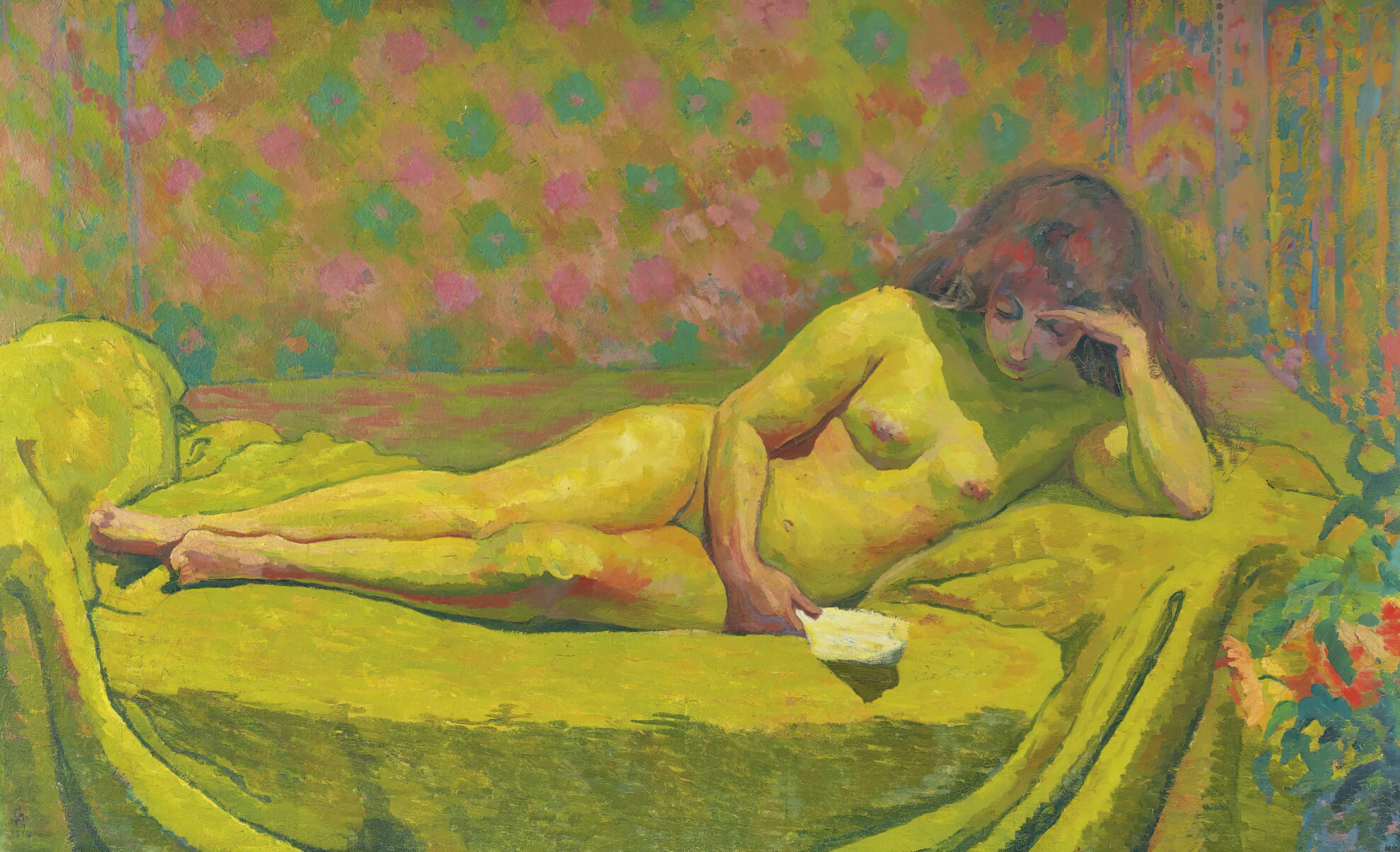
Теодора. 1914
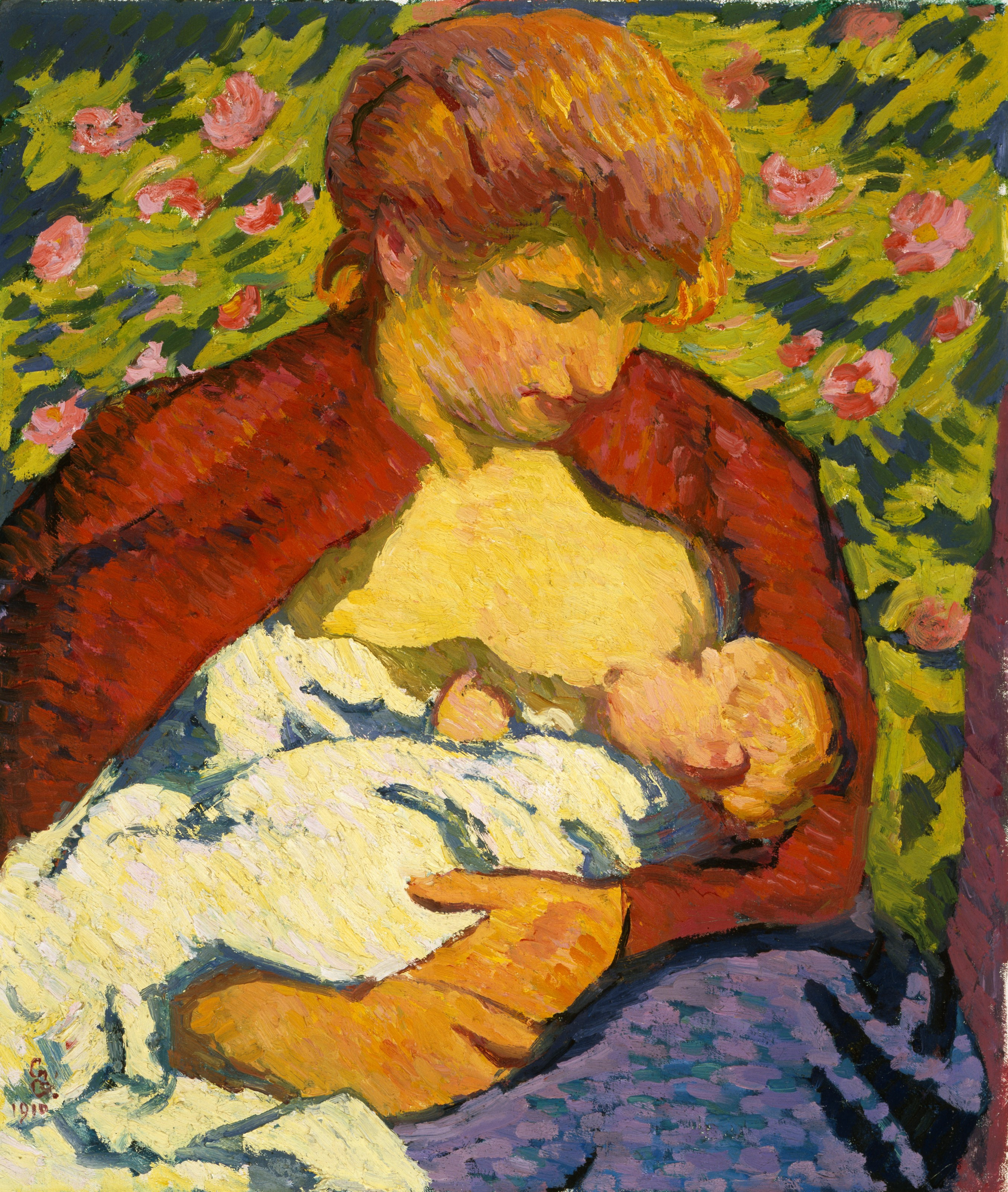
Молода мати. 1910
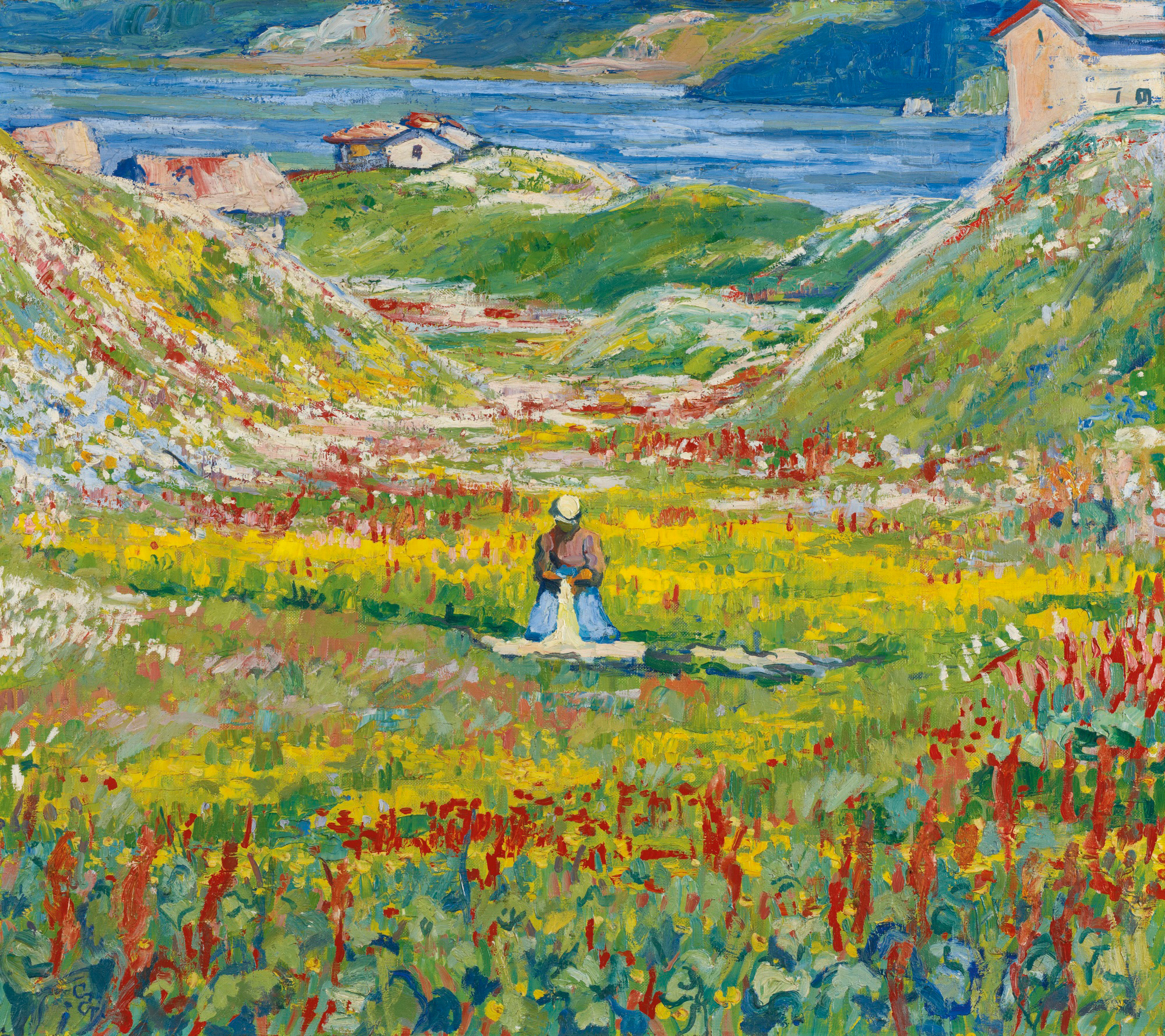
Valle Fiorita
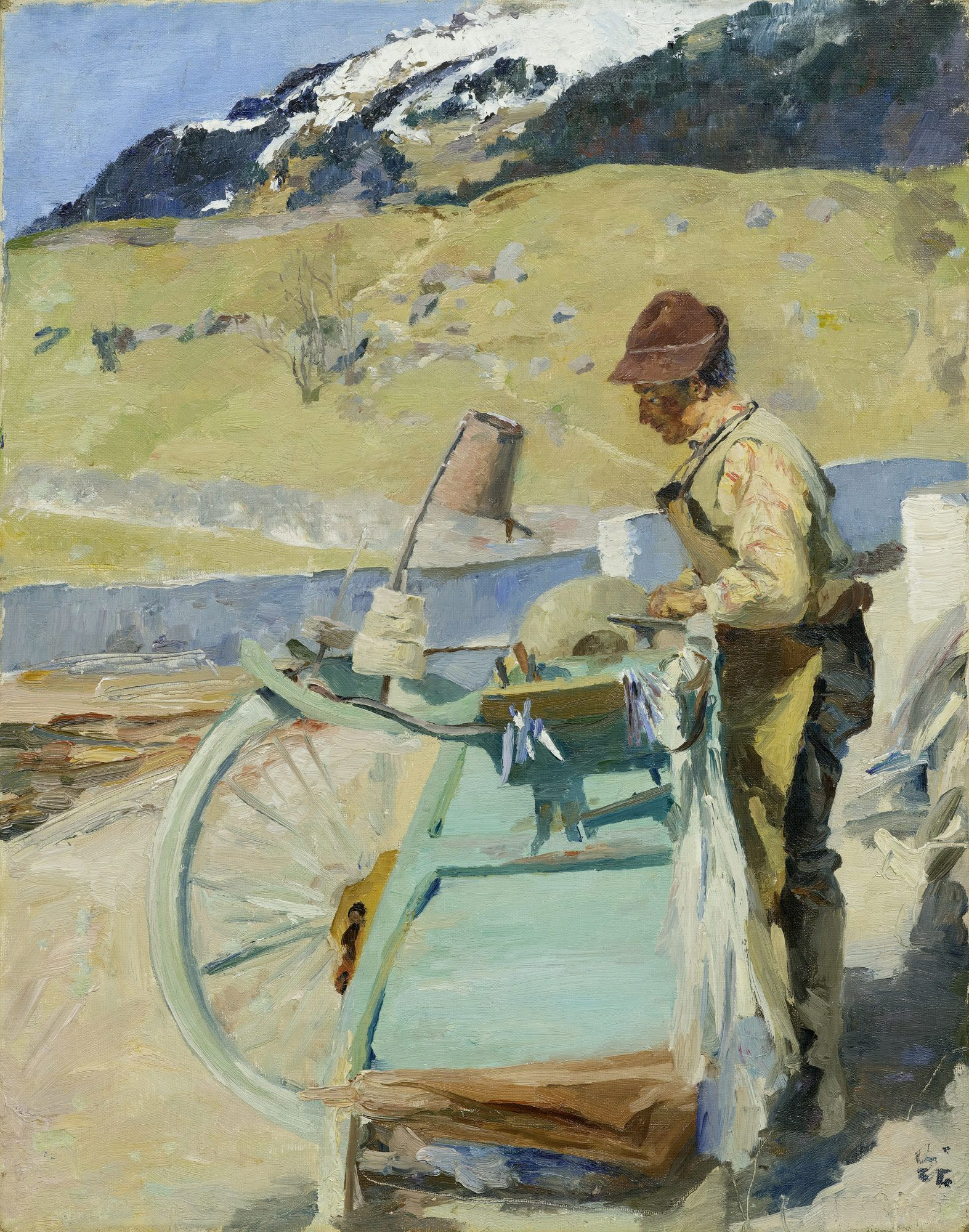
точильник ножів. 1891
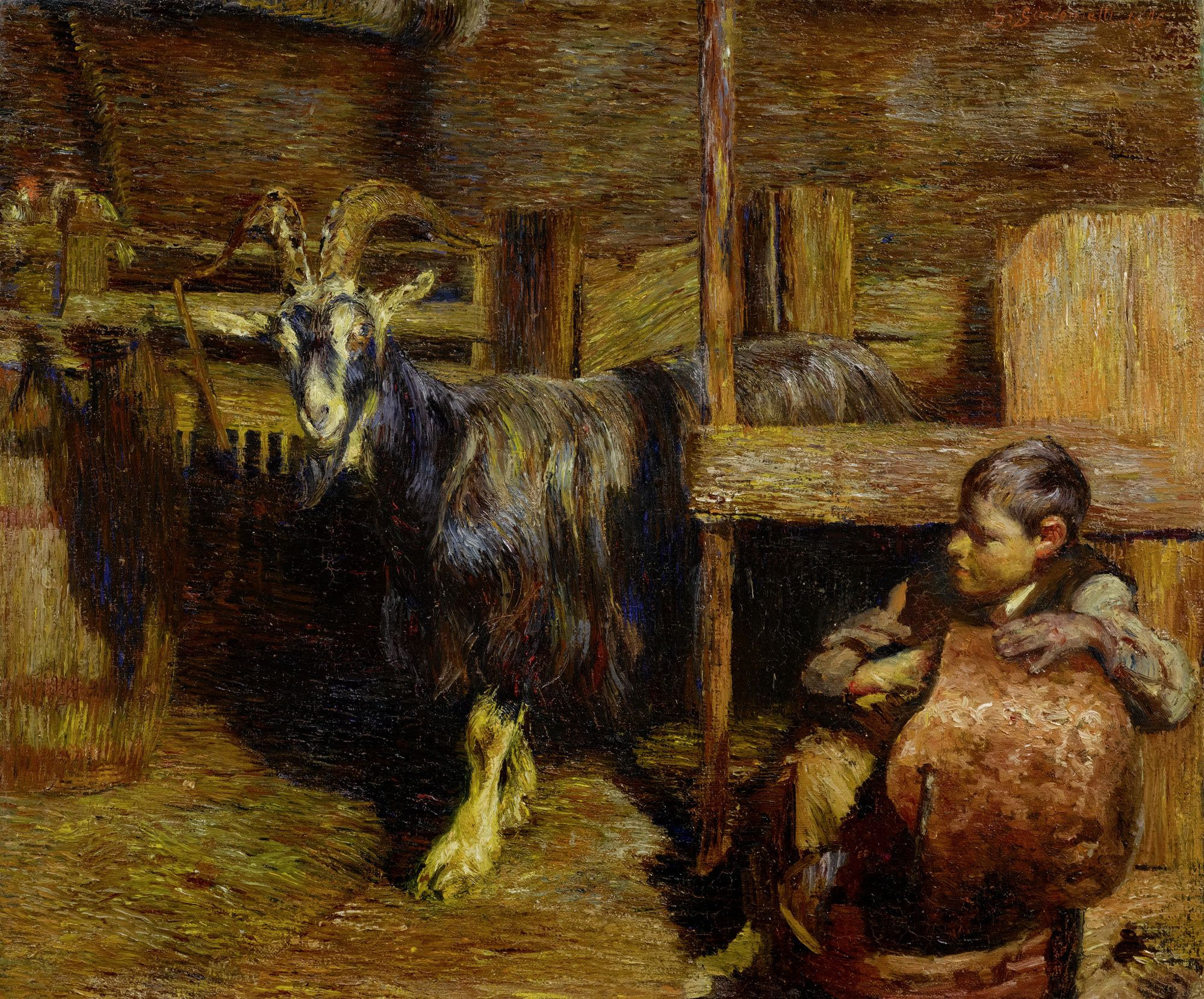
У загоні для кіз. 1896